# 杉野文彌
杉野 文彌（すぎの ぶんや、慶應元年10月10日〈1865年11月27日〉－1932年〈昭和7年〉6月24日）は、日本の弁護士。江北図書館創設者。

## 経歴
慶應元年10月10日（1865年11月27日）、滋賀県伊香郡に中山新右衛門の二男として生まれた。1884年（明治17年）に滋賀師範学校を卒業し、大阪府で教員となったものの、法律家を志して上京し、東京法学院（現・中央大学）に学んだ。

### 弁護士として
1891年（明治24年）に代言人試験に合格して代言人となり、1893年（明治26年）の東京弁護士会の創立時に会員となった。居住していた東京市下谷区では、1913年（大正2年）から1917年（大正6年）まで区議会議員を務めた。

### 江北図書館の開館

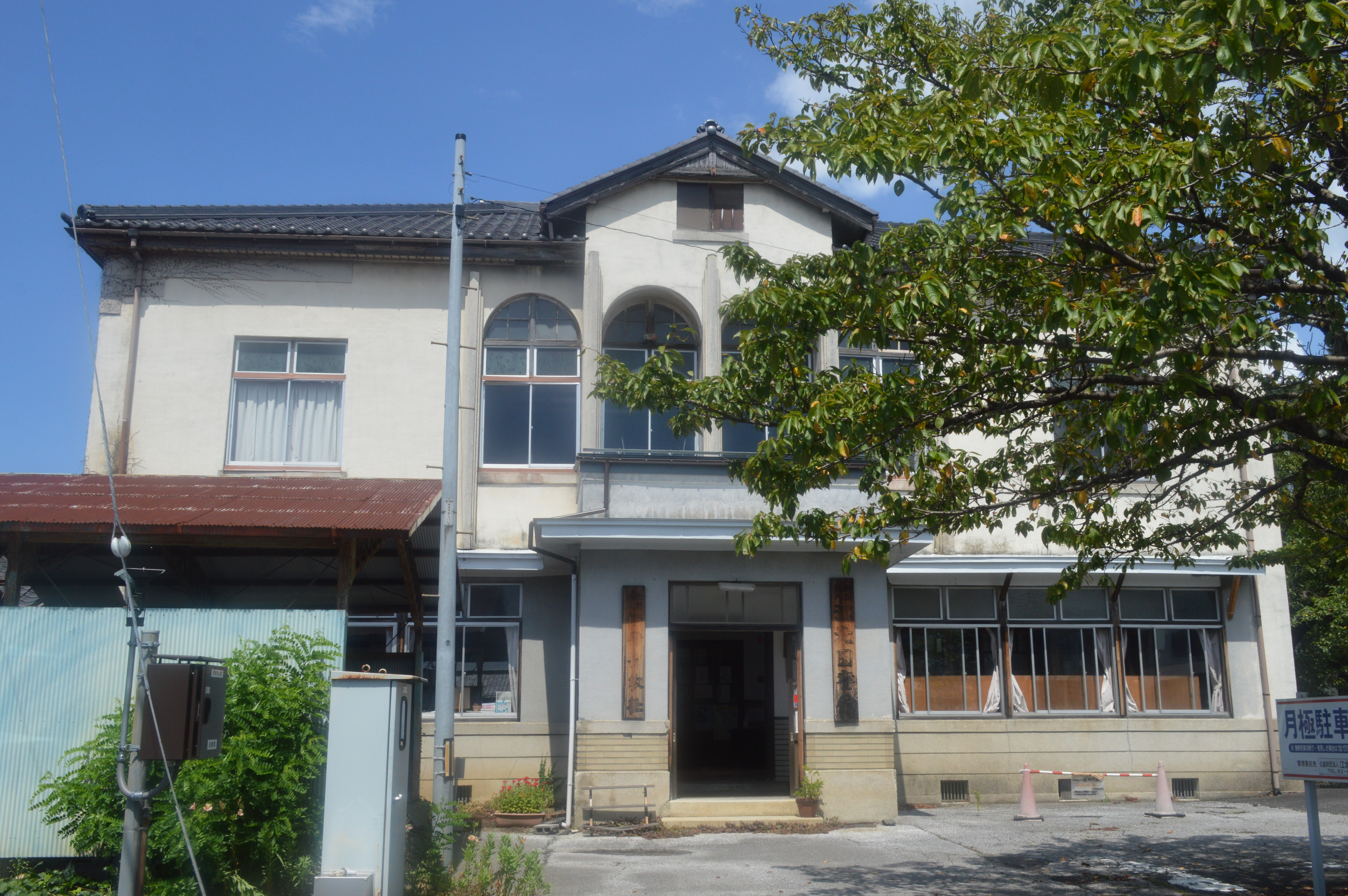
江北図書館

図書館で勉学に励んで弁護士となった経験から、杉野には故郷に図書館を建てるという目標があった。1902年（明治35年）には伊香郡余呉村中之郷に杉野文庫を開設した。明治・大正期の滋賀県に数多く設立された図書館の中で、設立者の図書館の利用体験が元になって設立された図書館は江北図書館のみである。
余呉村の杉野文庫は利用者数が少なかったため、1904年（明治37年）7月には伊香郡の郡庁所在地である木之本村（現・長浜市木之本町）に移転し、伊香郡役所の一角を借りて杉野文庫図書縦覧所を開設した。さらに杉野は杉野文庫図書縦覧所を財団法人化し、1907年（明治40年）1月8日に財団法人江北図書館を開館させた。